# Hans Carl von Thüngen
Freiherr Johann Carl Moritz „Hans“ von Thüngen (* 6. Mai 1804 auf Gut Thüngen, Unterfranken; † 23. Juni 1850 ebenda) war ein königlich bayerischer Regierungsbeamter.

## Leben
Nach erstem Unterricht durch Hauslehrer auf dem Familiengut kam Thüngen zu Ostern zunächst als Hospitant auf das Gymnasium Christian-Ernestinum in Bayreuth und wurde im Herbst 1818 als 14-Jähriger in die Obermittelklasse aufgenommen. Dort wurde er sofort der beste aller Schüler seines Jahrganges. Nach zweijährigem Schulbesuch hielten es die Lehrer wegen Thüngens herausragender Leistungen und Fachkenntnisse für unnötig, ihn auch noch die Oberklasse besuchen zu lassen und empfahlen ihn sofort zum Besuch der Universität.
Von 1820 bis 1826 studierte er nacheinander an den Universitäten in Berlin, Erlangen, Heidelberg und zuletzt in Würzburg und besuchte Vorlesungen in Philosophie, Theologie und Medizin. Während seines Studiums wurde er 1820 Mitglied der Burschenschaft Arminia Berlin. Im Jahr 1828 machte er sein Staatsexamen mit bestem Abschluss (Note 1, Nummer 1) in allen Fächern.
Seine erste Anstellung erhielt Thüngen am 21. Dezember 1832 als Assessor am Kreis- und Stadtgericht in Würzburg.
Am 26. Februar 1835 wurde er als Amtsnachfolger von Theodor Boveri als Landrichter nach Bad Kissingen versetzt und war damit zugleich Badkommissar des dortigen Staatsbades. Während dieser Amtszeit wurde er im Januar 1836 zum königlichen Kammerherrn erhoben. In Bad Kissingen bewohnte er das Haus Nr. 244 in der Mühlgasse (heute: Rathaus-Nebengebäude am Eisenstädter Platz). Sein Nachfolger wurde 1838 Julius Freiherr von Rotenhan.
Am 21. August 1838 wurde er auf eigenen Wunsch als Gerichtsrat ans Appellationsgericht nach Aschaffenburg versetzt.
Am 29. Oktober 1840 wechselte er ans Oberappellationsgericht nach München.
Doch schon am 2. Oktober 1842 kehrte er als zweiter Direktor ans Appellationsgerichts nach Aschaffenburg zurück und war dann vom 14. Oktober 1843 bis (nur offiziell) 1848 dessen Präsident. Denn schon in München (1840–1842) war er an Typhus (Schleimfieber) erkrankt und hatte wegen Arbeitsüberlastung nicht ausreichend gesunden können. So kam in Aschaffenburg 1845 eine Beinlähmung hinzu, weshalb er bereits 1846 krankheitsbedingt beurlaubt werden musste. Am 7. Mai 1848 wurde er „auf die Dauer von zwei Jahren“ aus dem Präsidentenamt in den Ruhestand versetzt. Doch schon zwei Jahre später (1850) starb er, gerade erst 46 Jahre alt geworden.
Thüngen lebte auf Schloss Ditterswind. Er heiratete am 26. Dezember 1835 in Bad Kissingen August Gräfin von Bismarck (* 2. September 1810), Stiftsdame zu St. Anna in München und Tochter von Johann Heinrich Ludwig von Bismark Mit ihr hatte er drei Kinder, die jedoch alle frühzeitig starben.